# Clubiona subnotabilis
Clubiona subnotabilis este o specie de păianjeni din genul Clubiona, familia Clubionidae, descrisă de Strand, 1907. Conform Catalogue of Life specia Clubiona subnotabilis nu are subspecii cunoscute.